# Kepler-62f

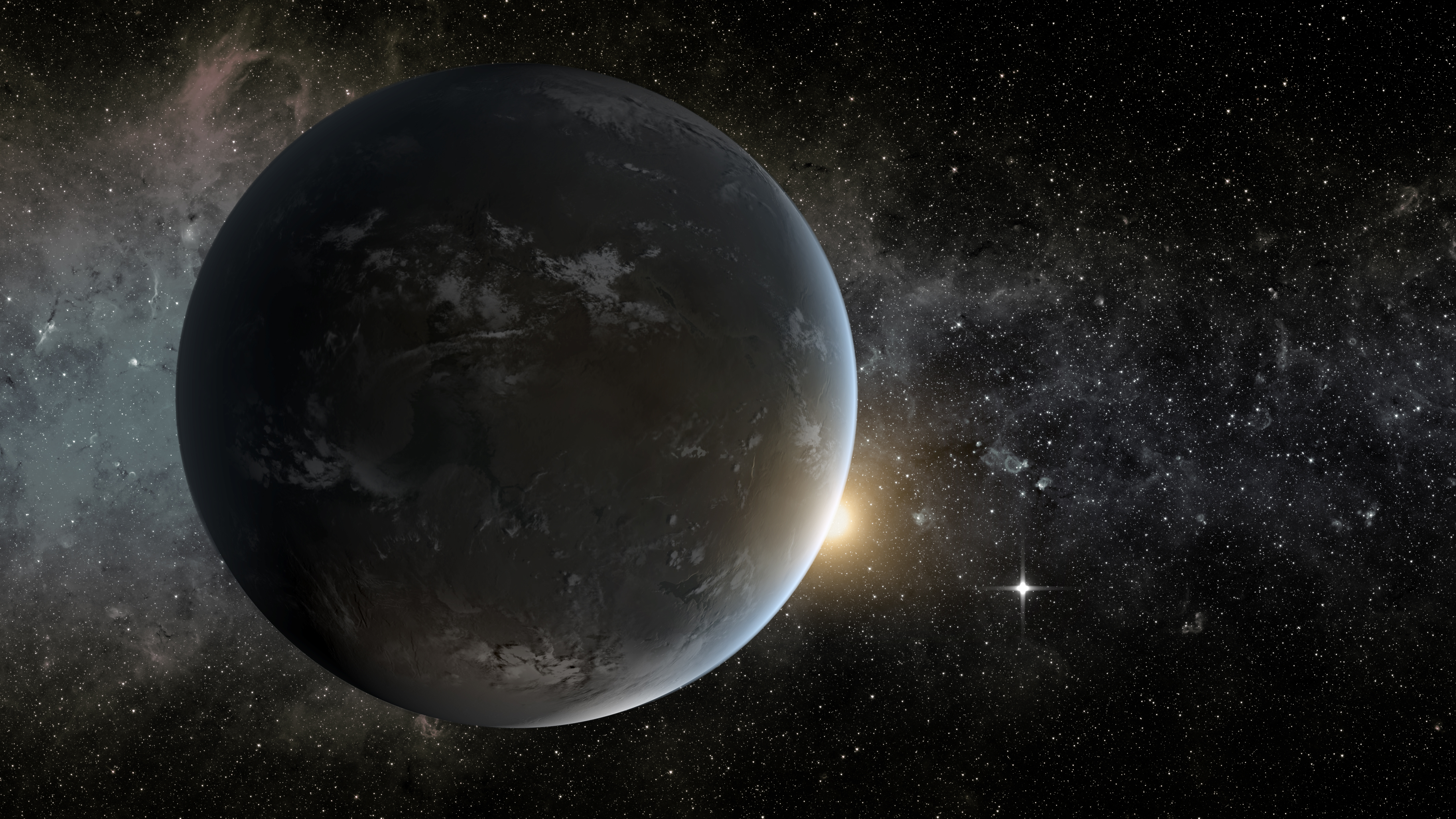
Kepler-62f (primeiro plano) e Kepler-62e (direita) são exoplanetas que orbitam na zona habitável da estrela Kepler-62 (centro).

Kepler-62f é um exoplaneta (planeta extrassolar) que é uma superterra. Ele orbita dentro da zona habitável da estrela Kepler-62, o mais externo dos cinco planetas descobertos pelo telescópio espacial Kepler da NASA. Kepler-62f está localizado a cerca de 1200 anos-luz (370 parsecs, ou cerca de 11.350.000.000.000.000 km) da Terra, na constelação de Lyra. O exoplaneta foi encontrado através do método de trânsito, quando o efeito de escurecimento que faz um planeta como ele quando cruza em frente da sua estrela é medido. Kepler-62f pode ser um planeta terrestre sólido ou dominado por água; encontra-se na parte exterior da zona habitável da sua estrela hospedeira e tem um Índice de Similaridade com a Terra de 0,69.

## Exoplaneta confirmado e estrela hospedeira
Kepler-62f é uma superterra com um raio de 1,4 vezes ao da Terra. O planeta orbita uma estrela anã laranja chamada Kepler-62, que é cerca de um terço menor e mais fria que o Sol. A estrela Kepler-62 é orbitado por um total de cinco planetas em trânsito, dos quais Kepler-62f tem o período orbital mais longo. A estrela parece ter uma cor ligeiramente de pêssego a olho nu, e, como visto do planeta Kepler-62f, teria um tamanho angular de cerca de 90% maior que o Sol visto da Terra.

## Habitabilidade
Dada a idade do planeta (7 ± 4 bilhões de anos), com irradiância (0,41 ± 0,05 vezes a da Terra) e raio (1,41 ± 0,07 vezes da Terra) é considerado plausível que ele telha uma composição rochosa (ferro-silicato) com a adição de uma quantidade possivelmente substancial de água. Um estudo de modelagem aceito no The Astrophysical Journal indica que é provável que uma grande maioria dos planetas em sua faixa de tamanho são completamente cobertos por oceano (possivelmente congelado, se é que Kepler-62f seja de fato um planeta). Se a sua densidade for o mesmo que o da Terra, sua massa seria 1,413 ou 2,80 vezes a da Terra. O planeta tem potencialmente um satélite natural de acordo com um estudo dos efeitos de maré em planetas potencialmente habitáveis.
| Exoplanetas notáveis – Observatório Espacial Kepler | Exoplanetas notáveis – Observatório Espacial Kepler                                    |
| --- | -------------------------------------------------------------------------------------- |
| Pequenos exoplanetas confirmados em zonas habitáveis. (Kepler-62e, Kepler-62f, Kepler-186f, Kepler-296e, Kepler-296f, Kepler-438b, Kepler-440b, Kepler-442b) (Observatório Espacial Kepler; 6 de janeiro de 2015). |                                                                                        |
| Comparação dos tamanhos dos planetas Kepler-69c, Kepler-62e, Kepler-62f e a Terra. (Os exoplanetas são concepções artísticas)                                                                                      | O volume de pesquisa feito pelo telescópio espacial Kepler, no contexto da Via Láctea. |